# Баженов Віктор Андрійович (спортсмен)

Ві́ктор Андрі́йович Баже́нов (6 серпня 1946, Омськ, Росія) — російський спортсмен (фехтування на шаблях), тренер.

## Біографічні дані
У секцію фехтування в Омську прийшов 1961 року. 1965 року виконав норматив майстра спорту.
Закінчив Омський державний інститут фізичної культури (навчався у 1966—1972 роках).
Від 1971 року член збірної СРСР. Чемпіон світу (1971, 1977) та срібний призер Олімпійських ігор (1972). Пізніше — головний тренер Федерації фехтування Росії.
Нині працює тренером збірної Москви з фехтування.

## Звання, нагороди
- 1989 — заслужений майстер спорту.
- 1996 — заслужений тренер Росії.
- Нагороджено медаллю «За трудову відзнаку».